# 用友新加坡
用友新加坡有限公司,（简称用友新加坡，英语：Yonyou Singapore Pte Ltd （页面存档备份，存于））是一家管理软件提供商，隶属于用友集团。

## 历史
用友新加坡成立于2009年，是用友海外扩展重要的战略之地。用友自成立发展至今已有100人的团队， 其中新加坡为帮助企业完成数码化转型的“智慧国”发展蓝图发挥着至关重要的催化剂。